# The Curse of the Black Spot
"The Curse of the Black Spot" (intitulado "A Maldição da Mancha Negra" no Brasil) é o terceiro episódio da sexta temporada da série de ficção científica britânica Doctor Who, transmitido originalmente através da BBC One em 7 de maio de 2011. Foi escrito por Stephen Thompson e dirigido por Jeremy Webb.
No episódio, o viajante do tempo conhecido como o Doutor (Matt Smith) e seus acompanhantes, o casal Amy Pond (Karen Gillan) e Rory Williams (Arthur Darvill), pousam a bordo de um navio pirata no século XVII, cuja tripulação é aterrorizada por uma criatura parecida com uma sereia. Depois de receber um ferimento, por menor que seja, uma mancha preta aparece nas palmas de suas mãos e então a criatura aparentemente os desintegra.
Os produtores desejavam desenvolver um episódio com temática pirata para a sexta temporada e permitir que os protagonistas "descontraíssem e se divertissem" na aventura. O episódio foi filmado principalmente em uma doca na Cornualha e no Upper Boat Studios no País de Gales. Foi visto por 7,85 milhões de telespectadores e recebeu críticas mistas, apesar de obter um Índice de Apreciação do público de 86, considerado excelente.

## Enredo

### Prequência
Em 30 de abril de 2011, imediatamente após a transmissão de "Day of the Moon", a BBC lançou uma prequência de "The Curse of the Black Spot". Ela consistia de uma curta montagem de tomadas atmosféricas do navio pirata, complementadas por uma narração na forma do diário do Capitão Avery para "Primeiro de abril de 1699, o bom navio Fancy". Avery descreve como seu navio ficou paralisado por oito dias e a tripulação foi tomada um a um por "um inimigo"; ele teme que todos estejam condenados a morrer ali.

### Sinopse
Após um sinal de socorro, a TARDIS e a sua tripulação pousam a bordo de um navio pirata do século XVII, encalhado no meio de um oceano calmo. A tripulação foi aterrorizada por uma criatura parecida com uma sereia, que marca as pessoas com manchas pretas nas palmas das mãos após serem feridas e parece desintegrá-las com seu toque após colocá-las em transe. Rory Williams recebe um corte durante uma briga com os piratas e, sabendo que a sereia está usando água como portal, o Doutor instrui todos a buscarem refúgio no paiol seco do navio.
Lá eles encontram Toby Avery, filho do capitão Henry Avery, que embarcou clandestinamente para se juntar à tripulação após a morte de sua mãe, sem saber dos atos ilícitos de seu pai. Ele também tem uma mancha preta na palma da mão devido à febre. O Doutor e Avery não conseguem escapar na TARDIS e a sirene a leva. Depois que outro marujo é levado pela sereia em uma sala seca, o Doutor percebe que ela está usando qualquer reflexo para aparecer, não apenas água. Em resposta, eles livram o navio de superfícies reflexivas, incluindo o tesouro roubado.
Quando começa uma tempestade, a tripulação começa a zarpar. Toby deixa cair uma coroa polida enquanto traz um casaco para seu pai. A sereia então é convocada e leva Toby. Logo depois, Rory cai no oceano e a sereia também o leva. Acreditando que as vítimas não estão mortas, o Doutor, Avery e Amy concordam em se machucar para que a sereia os leve. O toque dela na verdade os teletransporta para uma nave alienígena, invisível no mesmo local onde o navio pirata está localizado. O Doutor encontra a tripulação da nave morta há muito tempo devido à exposição a uma doença humana. O trio então descobre uma enfermaria onde toda a tripulação de Avery, Toby e Rory estão sob cuidados médicos junto com a TARDIS. A sereia acaba sendo a médica virtual da nave, cuidando dos humanos feridos; os pontos pretos são amostras de tecido que ela usa como referência para entender como ajudá-los. Amy convence a sereia a deixar Rory sob seus cuidados e usando o conhecimento de enfermagem dele, ela e o Doutor o removem do aparelho de suporte vital e são capazes de ressuscitá-lo. Enquanto isso, Avery fica com seu filho na nave e a pilota com sua tripulação.

### Continuidade
O histórico pirata Henry Avery foi mencionado anteriormente em 1966 no serial The Smugglers, que trata da busca pelo "ouro de Avery". "The Curse of the Black Spot" reafirma pontos não resolvidos da trama dos dois episódios anteriores, "The Impossible Astronaut" e "Day of the Moon"; Amy e Rory expressam preocupação com a futura morte do Doutor, a Mulher do Tapa-Olho aparece brevemente para Amy e o Doutor novamente usa o scanner da TARDIS para realizar um teste de gravidez em Amy, cujos resultados permanecem obscuros.

## Produção

### Roteiro e elenco
Em janeiro de 2011 foi anunciado que o ator de Downton Abbey, Hugh Bonneville, faria uma aparição especial como um "capitão pirata" em um episódio da sexta temporada de Doctor Who. Os atores principais Matt Smith e Karen Gillan disseram que trabalhar com Bonneville foi "muito divertido". Ele já havia interpretado anteriormente Sir Sidney Herbert e o czar Nicolau I da Rússia no áudio-drama do Sétimo Doutor, The Angel of Scutari. Mais tarde, em fevereiro de 2011, foi anunciado que a atriz e modelo Lily Cole foi escalada como uma criatura marinha. Os produtores procuravam uma atriz que fosse "linda", "impressionante" e ainda assim um tanto "assustadora". Cole foi uma das primeiras sugestões para o papel e o aceitou quando foi abordada.
O episódio foi escrito por Stephen Thompson. Os produtores desejavam desenvolver um episódio da série ambientado em "alto mar". Ele também foi feito para permitir que o Doutor e seus companheiros se "descontraíssem e divertissem". Como o episódio tinha como tema a pirataria, os produtores queriam encaixar o máximo possível de elementos da ficção pirata, incluindo tesouros, motins, um menino clandestino, caminhar na prancha, tempestades, espadas e um pirata com um "bom coração" que "não é realmente mau". "The Curse of the Black Spot" foi originalmente planejado para ser o nono da temporada, mas foi adiantado nas filmagens, pois o produtor executivo Steven Moffat achou que a primeira metade da temporada era muito sombria.

### Filmagens e efeitos
As filmagens ocorreram principalmente na Cornualha e no Upper Boat Studios, no País de Gales. O exterior do navio foi filmado em um cais na Cornualha, enquanto os conveses inferiores foram construídos a partir de um cenário de estúdio. O principal desafio de filmar no cais era garantir que o público não o visse. A equipe de produção montou máquinas de fumaça para simular neblina e para criar a tempestade foram usadas máquinas de vento e chuva, sendo que esta última usou 15 mil litros de água. O barulho alto das máquinas eólicas causou dificuldades de comunicação durante as tomadas. Prevendo que ficariam encharcados, o elenco presente no convés vestiu roupas secas por baixo das roupas. Antes do início das filmagens das sequências da tempestade, o ator Arthur Darvill ouviu que faria a cena em que seria jogado ao mar e se dispôs a realizá-la. A façanha seria posteriormente realizada por um dublê.
As cenas em que Cole aparece no navio foram feitas usando um arnês como se ela estivesse voando. Como a atriz usava vestido e maquiagem verde, o chroma key verde padrão foi substituído por telas azuis no estúdio. Cole achou divertido voar com o arnês, mas ficou doloroso depois de algumas horas. Gillan foi autorizada a realizar várias de suas próprias acrobacias no episódio. Ela ficou animada ao saber que sua personagem lutaria contra piratas com espadas e foi ensinada a lidar com uma com movimentos básicos. Gillan também foi autorizada a balançar pelo navio. No entanto, foi necessário um dublê para filmar a sequência em que Amy é jogada do convés pela sereia. O cenário da enfermaria também foi construído em estúdio. Como as camas estavam presas a cordas, elas tendiam a balançar. Os membros do elenco que foram solicitados a deitar nelas foram instruídos a permanecer imóveis e não respirar pesadamente para limitar os movimentos.

## Transmissão e recepção

### Transmissão e audiência
"The Curse of the Black Spot" foi transmitido pela primeira vez no Reino Unido na BBC One em 7 de maio de 2011, das 18h15 às 19h. Foi exibido na BBC America nos Estados Unidos no mesmo dia. No Reino Unido, números preliminares da audiência durante a noite foram de 6,21 milhões de telespectadores. Com base nessa estimativa, a audiência aumentou em 800 000 pessoas comparado com o episódio anterior, "Day of the Moon". A audiência final consolidada do episódio aumentou para 7,85 milhões de telespectadores, com um share de 35,5%. Foi a segunda maior audiência da noite, atrás apenas do Britain's Got Talent na ITV1. Além disso, quase um milhão de pessoas assistiram ao episódio no BBC iPlayer. Recebeu um Índice de Apreciação do público de 86, colocando-o na categoria "excelente".

### Recepção critica
O episódio recebeu críticas geralmente mistas. Dan Martin, do The Guardian, achou que "The Curse of the Black Spot" era "um pouco anticlimático" em comparação com a história de abertura de duas partes da temporada, embora fosse "uma bela reviravolta à moda antiga, reforçada por alguns conceitos elevados e momentos fofos", assim como os episódios clássicos. Ele elogiou Lily Cole como a sereia, mas criticou o personagem de Avery. O revisor posteriormente classificou-o como o pior episódio dos doze primeiros da temporada (o último episódio, que não havia sido exibido na época, não foi incluído na lista). Matt Risley da IGN deu uma pontuação geral "boa" de 7 em 10, admitindo que havia "algumas falas ótimas" e a reviravolta de "pirata espacial" foi "uma mudança refrescante de ficção científica no enredo do gênero já desgastado", mas ele criticou a sereia por faltar qualidades para se tornar "um vilão confiável e aterrorizante de Doctor Who".
Gavin Fuller, do The Daily Telegraph, não achou que o episódio fosse crível o suficiente, citando o desempenho de Bonneville, dizendo que ele "não parecia um assassino cruel e ganancioso, apesar do que sua tripulação alegou dele", e se a tripulação tivesse sido "mais desagradável" poderia ter dado mais potência à ameaça da sereia. Fuller sentiu que Cole fez "um trabalho decente", alegando que a sereia foi a "coisa mais bem feita" do episódio, "apenas um pouco à frente de Karen Gillan parecendo muito atraente em uma roupa de pirata". Simon Brew do Den of Geek começou comparando o episódio aos "enormes e intrigantes" cliffhangers de Lost, "e depois passou para outras coisas menos interessantes", criticando principalmente que a regeneração da menina em "Day of the Moon" ficou sem solução. No entanto, Brew ainda gostou de "The Curse of the Black Spot", reagindo positivamente aos valores de produção do episódio e à revelação das manchas negras. Nick Setchfield, da revista de ficção científica SFX, opinou que os pontos altos do episódio foram que ele estava "no alto de uma atmosfera marítima trêmula", e o Doutor por não estar "em posse instantânea de todos os fatos, mas que recarrega seu pensamento à medida que os eventos se desenrolam." No entanto, Setchfield criticou a história, alegando que "piratas e Who deveriam ser uma mistura tão inflamável quanto pólvora e uma pederneira confiável, mas no final das contas esta história da época do grogue fica aquém de sua promessa."
Morgan Jeffery do Digital Spy escreveu que "após aquela estreia revolucionária em duas partes, Doctor Who desta semana nos fornece uma verdadeira mudança de ritmo, com uma sequência pré-títulos temperamental e atmosférica estabelecendo o cenário para uma aventura muito mais tradicional." O revisor elogiou o desempenho de Bonneville, mas criticou o papel de Cole por ela não ter "muito o que fazer exceto flutuar e parecer etérea", mas acrescentou: "a modelo inglesa certamente se parece com o papel, com efeitos especiais bem avaliados ajudando em sua atuação como a bela e perturbadora sereia."  Jeffery também achou que a reanimação de Rory por Amy foi "bem interpretado por Karen Gillan e Arthur Darvill", mas criticou a série pelas inúmeras cenas de "Rory morto", comparando negativamente Rory com o personagem de South Park, Kenny McCormick. Jeffery avaliou o episódio com três estrelas de cinco por ser um tanto desanimador em comparação com "The Impossible Astronaut" e "Day of the Moon".